# Liste der Herrscher von Sizilien
Diese Liste enthält die souveränen Herrscher Siziliens von der Eroberung Siziliens durch die Normannen bis zur Gründung des Königreichs Italien im Zuge der italienischen Einigungsbewegung. Die in Sizilien herrschenden Vizekönige, die lediglich Vertreter fremder Souveräne waren, sind in einer eigenen Liste aufgeführt.
Die Jahreszahlen geben die Regierungszeit an.

## Das normannisch-staufische Sizilien
|                 | Name                           | Regierungszeit | Verwandtschaft                                                | Anmerkungen |
| --------------- | ------------------------------ | -------------- | ------------------------------------------------------------- | --- |
| Haus Hauteville |                                |                |                                                               | |
|                 | Roger I.                       | 1071–1101      | Sohn des Tankred von Hauteville                               | Eroberte mit seinem Bruder Robert Guiscard die Insel Sizilien, die er als „Großgraf“ regierte. |
|                 | Simon                          | 1101–1105      | Sohn des Vorgängers                                           | Unter Vormundschaft seiner Mutter Adelheid von Savona. |
|                 | Roger II.                      | 1105–1154      | Bruder des Vorgängers                                         | Bis 1112/13 unter Vormundschaft seiner Mutter Adelheid von Savona. Roger II. vereinte die normannischen Besitzungen Unteritaliens (Kalabrien, Apulien) mit Sizilien und erhielt 1130 von Gegenpapst Anaklet II. die Königswürde verliehen. Der rechtmäßige Papst Innozenz II. erkannte diese Erhebung 1139 an. Seinem Herrschaftsgebiet fügte er 1137 auch das Herzogtum Neapel zu. |
|                 | Wilhelm I. (genannt der Böse)  | 1154–1166      | Sohn des Vorgängers                                           | |
|                 | Wilhelm II. (genannt der Gute) | 1166–1189      | Sohn des Vorgängers                                           | |
|                 | Tankred von Lecce              | 1189–1194      | illegitimer Sohn von Roger III., dem ältesten Sohn Rogers II. | Usurpator gegenüber der erbberechtigten Konstanze, Tochter Rogers II. und Tante Wilhelms II. |
|                 | Roger III.                     | 1193           | Sohn Tankreds                                                 | Mitkönig seines Vaters. |
|                 | Wilhelm III.                   | 1194           | Sohn Tankreds                                                 | Unter Vormundschaft seiner Mutter Sibylle von Acerra, von Kaiser Heinrich VI. abgesetzt, der im Namen seiner Frau Konstanze die Nachfolge Wilhelms II. beanspruchte. |
|                 | Konstanze                      | 1194–1198      | Tochter Rogers II.                                            | Ehefrau von Kaiser Heinrich VI. |
| Die Staufer     |                                |                |                                                               | |
|                 | Heinrich                       | 1194–1197      | Ehemann von Konstanze                                         | Als Heinrich VI. Römischer Kaiser; verdrängte die normannische Dynastie und begründete die staufische Herrschaft in Sizilien. |
|                 | Friedrich                      | 1198–1250      | Sohn von Heinrich und Konstanze                               | Als Friedrich II. Römischer Kaiser; nach der Wahl zum römischen König wird auch der Titel rex Sicilie immer in Verbindung mit Fredericus secundus gebraucht |
|                 | Heinrich                       | 1212–1217      | Sohn Friedrichs                                               | Mitkönig seines Vaters. Ab 1222 als Heinrich VII. römischer König. |
|                 | Konrad                         | 1250–1254      | Sohn Friedrichs                                               | Als Konrad IV. erwählter Römischer König, König von Jerusalem und Sizilien |
|                 | Konradin (Konrad II.)          | 1254–1258      | Sohn des Vorgängers                                           | |
|                 | Manfred                        | 1258–1266      | Sohn Friedrichs                                               | Usurpierte den Thron gegen Konradin. Von Karl von Anjou in der Schlacht bei Benevent getötet. |
| Haus Anjou      |                                |                |                                                               | |
|                 | Karl I. von Anjou              | 1266–1282      |                                                               | Beendete mit päpstlicher Unterstützung die Herrschaft der Staufer. |

## Das aragonesische Sizilien
Im Jahr 1282 verlor Karl von Anjou nach dem Ausbruch der sizilianischen Vesper die Herrschaft auf Sizilien. König Peter III. von Aragón aus dem Haus Barcelona-Aragón ergriff die Gelegenheit, landete auf der Insel und krönte sich selbst zum König von Sizilien. Karl von Anjou konnte allerdings seine Herrschaft auf dem festländischen Teil des Königreichs erhalten, wodurch das alte normannisch-staufische Reich faktisch in ein insulares (Trinacria) und ein festländisches (Mezzogiorno) Königreich geteilt wurde. Die Dynastie Anjou residierte fortan in Neapel (siehe Königreich Neapel), führte aber offiziell den Titel „König von Sizilien“ weiter.
|                | Name                          | Regierungszeit | Verwandtschaft         | Anmerkungen |
| -------------- | ----------------------------- | -------------- | ---------------------- | --- |
| Haus Barcelona |                               |                |                        | |
|                | Peter I.                      | 1282–1285      | Schwiegersohn Manfreds | König von Aragón (Peter III.). Eroberte nach der sizilianischen Vesper 1282 die Insel Sizilien und krönte sich selbst zum König.        |
|                | Jakob I.                      | 1285–1295      | Sohn des Vorgängers    | König von Aragón (Jakob II.) |
|                | Friedrich II.                 | 1295–1337      | Bruder des Vorgängers  | Nannte sich selbst „Friedrich III.“ aus Respekt vor dem Kaiser Friedrich II., der jedoch von Sizilien der erste König dieses Namens war |
|                | Peter II.                     | 1337–1342      | Sohn des Vorgängers    | |
|                | Ludwig                        | 1342–1355      | Sohn des Vorgängers    | |
|                | Friedrich III. der Einfältige | 1355–1377      | Bruder des Vorgängers  | |
|                | Maria                         | 1377–1401      | Tochter des Vorgängers | |
|                | Martin I.                     | 1392–1409      | Ehemann von Maria      | Für Maria und Martin I. führte von 1392 bis 1409 dessen Vater, König Martin I. von Aragón, die Vormundschaft.                           |

Mit dem erbenlosen Tod von Königin Maria und König Martin I. übernimmt dessen Vater, König Martin I. von Aragón, die Herrschaft auf Sizilien. Er begründet damit die Personalunion der Krone Siziliens mit der aragónesischen Krone. Die Könige werden auf der Insel von eingesetzten Vizekönigen vertreten.
siehe dazu: Liste der Vizekönige von Sizilien
|                 | Name                          | Regierungszeit | Verwandtschaft        | Anmerkungen |
| --------------- | ----------------------------- | -------------- | --------------------- | --- |
| Haus Barcelona  |                               |                |                       | |
|                 | Martin II. der Humane         | 1409–1410      | Vater Martins I.      | König von Aragón (Martin I.). Blanka von Navarra übernahm von 1409 bis 1419 die Regentschaft in Sizilien. |
| Haus Trastámara |                               |                |                       | |
|                 | Ferdinand I. der Gerechte     | 1412–1416      |                       | Nach zweijähriger Vakanz durch den Kompromiss von Caspe zum König Aragóns und Siziliens gewählt. |
|                 | Alfons I.                     | 1416–1458      | Sohn des Vorgängers   | König von Aragón (Alfons V.). Alfons war seit 1442 auch König von Neapel, wodurch es erstmals seit der Teilung zu einer Personalunion zwischen den „beiden Sizilien“ kam. Diese endete aber mit Alfons’ Tod. |
|                 | Johann                        | 1458–1468      | Bruder des Vorgängers | König von Aragón (Johann II.) |
|                 | Ferdinand II. der Katholische | 1468–1516      | Sohn des Vorgängers   | König von Aragón. Im Jahr 1504 besetzte Ferdinand das Königreich Neapel und ernannte sich als Ferdinand III. zu dessen König. Damit begründete er eine dauerhafte Personalunion der „beiden Sizilien“.       |

## Das spanische Sizilien
|                                 | Name         | Regierungszeit | Verwandtschaft | Anmerkungen |
| ------------------------------- | ------------ | -------------- | --- | --- |
| Haus Trastámara                 |              |                | | |
|                                 | Johanna      | 1516–1555      | Tochter des Vorgängers                                                                                               | Königin von Neapel Königin von Kastilien und Aragón Wegen einer vermuteten oder zumindest zeitweise aufgetretenen psychischen Erkrankung von den Regierungsgeschäften ausgeschlossen, regierte gemeinsam mit ihrem Sohn Karl. |
| Haus Habsburg (Spanische Linie) |              |                | | |
|                                 | Karl II.     | 1516–1554      | Sohn Johannas und Enkel Ferdinands II.                                                                               | König von Neapel (Karl IV.) König von Spanien (Karl I.) Römischer Kaiser (Karl V.) |
|                                 | Philipp I.   | 1554–1598      | Sohn des Vorgängers                                                                                                  | König von Neapel (Philipp I.) König von Spanien (Philipp II.) |
|                                 | Philipp II.  | 1598–1621      | Sohn des Vorgängers                                                                                                  | König von Neapel (Philipp II.) König von Spanien (Philipp III.) |
|                                 | Philipp III. | 1621–1665      | Sohn des Vorgängers                                                                                                  | König von Neapel (Philipp III.) König von Spanien (Philipp IV.) |
|                                 | Karl III.    | 1665–1700      | Sohn des Vorgängers                                                                                                  | König von Neapel (Karl V.) König von Spanien (Karl II.) |
| Haus Bourbon                    |              |                | | |
|                                 | Philipp IV.  | 1700–1713      | Enkel des französischen Königs Ludwig XIV. und dessen Frau Maria Teresa von Spanien, der Schwester seines Vorgängers | König von Neapel (Philipp iV.) König von Spanien (Philipp V.) |

## Savoyen, Habsburg und Bourbon
Im Vertrag von Utrecht, der 1713 den spanischen Erbfolgekrieg beendete, trat die spanische Krone das Königreich Sizilien an das Haus Savoyen und das Königreich Neapel an Habsburg ab. Damit endet einstweilen die Personalunion der „beiden Sizilien“.
|              | Name               | Regierungszeit | Verwandtschaft | Anmerkungen |
| ------------ | ------------------ | -------------- | -------------- | ----------- |
| Haus Savoyen |                    |                |                |             |
|              | Viktor Amadeus II. | 1713–1720      |                |             |

Während des Krieges der Quadrupelallianz wird Sizilien von Spanien erobert. Im Vertrag von Den Haag 1720 wird das Land an Habsburg abgetreten. Da der Kaiser zugleich auch König von Neapel war, wurde die Personalunion der „beiden Sizilien“ wiederhergestellt. Viktor Amadeus wurde mit dem Königreich Sardinien entschädigt.
|                                       | Name     | Regierungszeit | Verwandtschaft | Anmerkungen                                  |
| ------------------------------------- | -------- | -------------- | -------------- | -------------------------------------------- |
| Haus Habsburg (Österreichische Linie) |          |                |                |                                              |
|                                       | Karl IV. | 1720–1735      |                | König von Neapel Römischer Kaiser Karl (VI.) |

Während des polnischen Erbfolgekrieges wird Sizilien erneut von Spanien erobert. Im Friedensschluss von Wien 1735 tritt Habsburg sowohl Sizilien als auch Neapel an das spanische Königshaus ab. Beide Königreiche werden einem Prinzen des Hauses überlassen, womit die Personalunion „beider Sizilien“ bewahrt wurde.
|              | Name           | Regierungszeit | Verwandtschaft          | Anmerkungen |
| ------------ | -------------- | -------------- | ----------------------- | --- |
| Haus Bourbon |                |                |                         | |
|              | Karl V.        | 1735–1759      | Sohn König Philipps IV. | als Karl VII. König von Neapel. 1759 wurde er als Karl III. König von Spanien. Die Königreiche Neapel und Sizilien übergab er seinem jüngeren Sohn.              |
|              | Ferdinand III. | 1759–1816      | Sohn des Vorgängers     | als Ferdinand IV. König von Neapel. Während der napoleonischen Kriege war Neapel von 1806 bis 1815 von den Franzosen besetzt, die dort eigene Könige einsetzten. |

## Das Königreich beider Sizilien
Per Dekret hob König Ferdinand im Jahr 1816 die Personalunion zwischen Sizilien (Regno di Sicilia ulteriore) und Neapel (Regno di Sicilia citeriore) auf und vereinte beide Königreiche in einer Realunion. Der neu geschaffene Staat hieß „Königreich beider Sizilien“, Staatsoberhaupt blieb Ferdinand, jetzt aber als Ferdinand I. beider Sizilien.
|                       | Name          | Regierungszeit | Verwandtschaft      | Anmerkungen |
| --------------------- | ------------- | -------------- | ------------------- | ----------- |
| Haus Bourbon-Sizilien |               |                |                     |             |
|                       | Ferdinand I.  | 1816–1825      |                     |             |
|                       | Franz I.      | 1825–1830      | Sohn des Vorgängers |             |
|                       | Ferdinand II. | 1830–1859      | Sohn des Vorgängers |             |
|                       | Franz II.     | 1859–1860      | Sohn des Vorgängers |             |

## Diktator von Sizilien
|  | Name               | Regierungszeit | Verwandtschaft | Anmerkungen |
|  | ------------------ | -------------- | -------------- | --- |
|  | Giuseppe Garibaldi | 1860–1861      |                | Im Zuge des „Risorgimento“ eroberte Giuseppe Garibaldi 1860 Sizilien und marschierte anschließend in Neapel ein. Der letzte Bourbonenkönig floh in das Exil, worauf Garibaldi den Staat bis 1861 diktatorisch regierte. Danach wurde das Land mit dem Königreich Sardinien-Piemont vereint und ging schließlich mit diesem im neu gegründeten Königreich Italien auf. |